# William Snow Harris
Sir William Snow Harris, angleški zdravnik in fizik, * 1. april 1791, † 22. januar 1867.
Ukvarjal se je predvsem s preučevanjem strel in zavarovanju ladij pred udari le-teh. Ena prvih uspešnih ladij je bila HMS Beagle, na kateri je potoval Charles Darwin.